# Linee di Beau

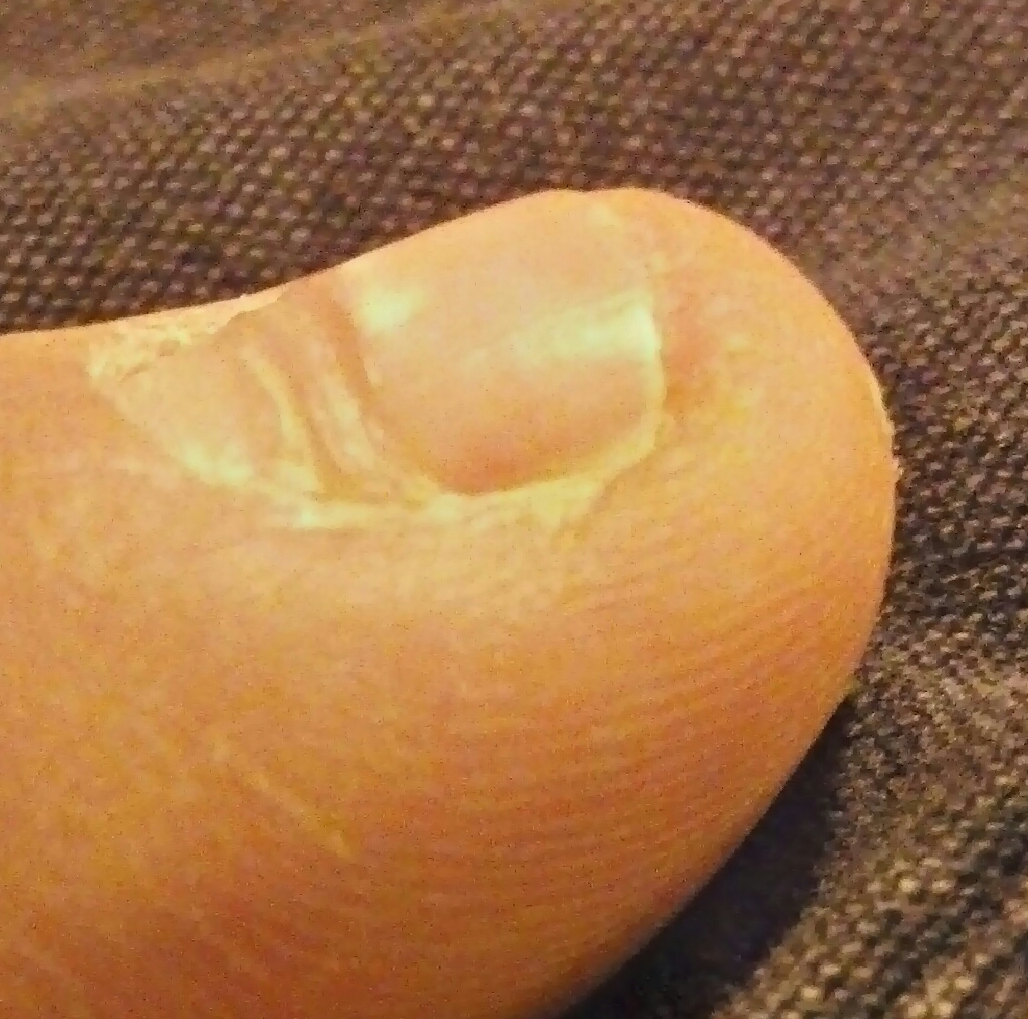
Linee di Beau su un'unghia umana.

Le linee di Beau sono una condizione patologica delle unghie (o onicopatia) per cui sono presenti sulle lamine dei solchi ungueali trasversi. Prendono il nome da Joseph Honoré Simon Beau, che le ha descritte per primo nel 1846.

## Descrizione
Tali linee sono delle solcature orizzontali che vanno da un lato all'altro di una lamina ungueale. Non vanno confuse con le linee di Muehrcke (che invece non presentano solcature palpabili al tatto), né con le linee di Mees (che invece sono delle aree di scolorimento dell'unghia stessa). Man mano che l'unghia cresce, tali linee si muovono sempre più verso l'esterno e possono causare una leggera pressione sui polpastrelli, per via della parte terminale dell'unghia a quel punto malformata e non perfettamente aderente al letto dell'unghia stessa.
Tali linee possono avere diverse cause. Si pensa che siano principalmente dovute a una temporanea cessazione della divisione cellulare nella matrice dell'unghia. Le cause primarie possono andare da un'infezione batterica, da un trauma localizzato, occlusione delle coronarie, ipocalcemia e altre patologie dell'apparato tegumentario o del corpo in generale.